# Croquet dziri
 (décembre 2016).
Si vous disposez d'ouvrages ou d'articles de référence ou si vous connaissez des sites web de qualité traitant du thème abordé ici, merci de compléter l'article en donnant les références utiles à sa vérifiabilité et en les liant à la section « Notes et références ».
Le croquet, kroki en parler populaire algérois, ou croquant, est une spécialité pâtissière algérienne. Il s'agit d'un biscuit fait à base de farine, levure, œufs, sucre, huile ou beurre, et parfumé avec de la vanille, du zeste de citron et de l'eau de fleur d'oranger.
Il fait partie de la famille des bechkito. Le croquet, biscuit économique, car à base d'ingrédients courants et abordables, destiné à la consommation quotidienne en accompagnement d'une collation de lait, de café ou de thé.
La recette originale du croquet ne comporte pas d'ajout de fruits secs ou de fruits confits ou de raisins secs. Cependant, il existe des variantes de croquets qui se déclinent soit avec des amandes, soit avec des cacahuètes ou encore des raisins secs. Le croquet algérien est proche du feqqas, mais moins sec que ce dernier.

## Appellations
- Croquant
- Croquet
- Kroki

## Variantes
- Croquet de Constantine
- Croquet aux amandes
- Croquet aux cacahuètes
- Croquet aux zbib (raisins secs)
- Croquet marbré (croquet au chocolat)